# So Sick
«So Sick» es el segundo sencillo del álbum In My Own Words del cantautor R&B Ne-Yo, fue lanzado el 26 de enero de 2006 en los Estados Unidos por la compañía discográfica Def Jam.

## Información de la canción
La canción fue escrita por el mismo Ne-Yo que decidió recibir créditos por su nombre real que es Shaffer Smith, en colaboración con Erik Hermasen y Mikkel E. Eriksen (de origen noruego). Fue producida por Stargate, el cual es un equipo de igual manera originario de Noruega.
"So Sick" se convirtió en un sencillo número uno solamente en los Estados Unidos dentro del Billboard Hot 100 donde permaneció dos semanas gracias a las descargas digitales, mientras que en el Reino Unido debutó en la posición 18 y para se segunda semana con un total de 28,287 copias vendidas saltó hasta el puesto número uno en la semana del 26 de marzo de 2006, sin embargo, para la tercera semana que se encontraba activo en la lista lo desbancó del primer lugar la exitosa canción Crazy del cantante Gnarls Barkley. En Canadá y Australia alcanzó el puesto número cuatro.

## Lista de canciones
- Sencillo en CD (Versión Europea)

1. «So Sick» (Eriksen, M./Hermansen, T./Smith, S.) — 3:28
2. «So Sick» (Instrumental) (Eriksen, M./Hermansen, T./Smith, S.) — 4:01

- Maxi sencillo (Versión Europea)

1. «So Sick» (Eriksen, M./Hermansen, T./Smith, S.) — 3:28
2. «So Sick» (Instrumental) (Eriksen, M./Hermansen, T./Smith, S.) — 3:29
3. «Sign Me Up» (Feemstar, R./Smith, S.) — 3:27
4. «So Sick» (Video) — 3:30

## Posicionamiento
| Listas (2006)                      | Posición |
| ---------------------------------- | -------- |
| Alemania Top 100 Singles           | 11       |
| Austria Top 75 Singles             | 21       |
| Australia ARIA Top 50 Singles      | 4        |
| Brasil Top 100 Singles             | 56       |
| Canadá Billboard Hot 100 Singles   | 4        |
| Francia Top 100 Singles            | 11       |
| Irlanda Top 50 Singles             | 2        |
| Italia Top 50 Singles              | 30       |
| Nueva Zelanda RIANZ Top 50 Singles | 2        |
| Países Bajos Top 40 Singles        | 15       |
| Reino Unido (U.K.) Top 75 Singles  | 1 (1 sm) |
| Suiza Top 100 Singles              | 5        |

| Listas (2006)                          | Posición |
| -------------------------------------- | -------- |
| 'Tokio Hot 100'                        | 17       |
| U.S. Billboard Hot 100                 | 1 (2 sm) |
| U.S. Billboard Hot 100 Airplay (Radio) | 1 (1 sm) |
| U.S. Billboard Hot Digital Songs       | 1 (2 sm) |
| U.S. Billboard Pop 100                 | 1 (2 sm) |
| U.S. Billboard Pop 100 Airplay (Radio) | 1 (1 sm) |
| U.S. Billboard Hot R&B/Hip-Hop Songs   | 3        |
| U.S. Billboard Hot Ringtones           | 2        |
| U.S. Billboard Rhythmic Top 40         | 1 (2 sm) |
| U.S. Top 40 Mainstream                 | 1 (1 sm) |
| World Chart Show                       | 3        |
| World Chart Show (Radio)               | 1 (2 sm) |

### Trayectoria en las Listas
| Posición | 18 | 1 | 2 | 3 | 6 | 9 | 15 | 20 | 27 | 30 | 38 |  |  |  |  |

| Posición | 8 | 7 | 5 | 5 | 5 | 6 | 6 | 6 | 4 | 9 | 12 | 10 |  |  |  |

| Predecesor: "You're Beautiful" de James Blunt | Sencillo número uno en el Billboard Hot 100 18 de marzo de 2006 | Sucesor: "Temperature" de Sean Paul |